# Kindsjön
För sjön i Värmland, se Kindsjön, Värmland. För sjön i Småland, se Kindsjön, Småland.

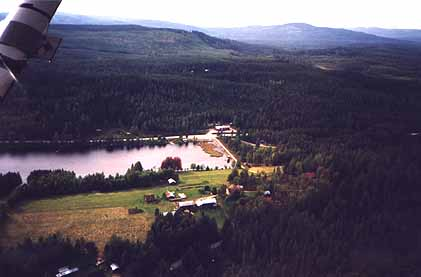
Flygbild av Kindsjön.

Kindsjön är en liten by belägen i Södra Finnskoga socken i Torsby kommun i norra Värmland, det ligger cirka 8 km söder om Bograngen och 67 km norr om Torsby.
Byn har fått sitt namn efter sjön med samma namn. Kindsjöns kiosk och camping är öppet sommartid. Närmaste lanthandel samt bensinmack ligger i Bograngen. Byn har 7 invånare året om, desto fler använder sina hus som fritidsboende och kommer från bland annat Tyskland, Holland och Norge och även andra delar av Sverige. I byn finns ett snickeri, badplatser och en bastuflotte. 